# 2015年9月

## 9月2日
- Google公司更改商标字体，并在首页发布展现新商标的宣传视频[1]。
- 第72届威尼斯电影节开幕[2]。

## 9月3日
- 纪念中国人民抗日战争暨世界反法西斯战争胜利70周年阅兵式于北京天安门广场举行[3]。
- 法國當局證實7月29日在留尼旺群島發現的飛機襟副翼（英语：flaperon）殘骸為失蹤的馬來西亞航空370號班機所有[4]。
- 中国国家足球队与香港足球代表队的2018年世界杯资格赛亚洲区第二轮于深圳宝安区体育场举行，两队最终以0-0战平[5]。

## 9月4日
- 匈牙利總理奧班·維克多對歐洲近期瀕臨失控的偷渡潮提出警告，表示對移民「來者不拒」的做法將會導致歐洲完蛋。[6]

## 9月5日
- 德國及奧地利同意接收滯留在匈牙利的「難民」後，一日之內有約一萬名主要是來自中東的「難民」從匈牙利進入奧地利及德國。[7][8]
- 危地马拉今日進行大選投票[9]。
- 槍手在阿富汗巴尔赫省殺害了13名哈扎拉人，但放過其中的一個女人未殺，目前未有組織出面承認犯案[10]。

## 9月6日
- 一级方程式赛车車手路易斯·咸美頓贏得2015年義大利大獎賽冠軍[11]。

## 9月7日
- 南韓當地時間5日晚，在濟州特別自治道楸子群島水域失聯的漁船「海豚號」（韓語：돌고래호），已被證實10死8失蹤，3人已獲救，當時船上共載有21人，有關單位已投入5架飛機與78艘船舶參與搜救工作[12]。
- 法國總統弗朗索瓦·奥朗德已同意接收24000名難民，以圖解決歐洲移民危機[13]。
- 一群於2014年獲烏拉圭收容的敘利亞難民不滿意在烏拉圭的生活，在烏拉圭首都總統府外發起抗議，要求烏拉圭政府安排他們遷居其它國家。[14]
- 千里達及托巴哥今日進行選舉投票（英语：Trinidad and Tobago general election, 2015）[15]。
- 塞拉利昂總統欧内斯特·巴伊·科罗马證實國內的伊波拉疫情又復發，新增了一名婦女確診病例，已被隔離[16]。
- 印度專利局再度否決了輝瑞大藥廠的關節炎新藥捷抑炎（Tofacitinib，商品名Xeljanz）在該國的專利申請[17]。

## 9月8日
- 欧洲联盟委员会今日決議，各會員國強制接收至少16萬難民，以解決歐洲移民危機[18]。
- 土耳其與庫德工人黨衝突（英语：Turkey–PKK conflict）再升高，土耳其政府派遣戰機轟炸库尔德斯坦工人党（PKK）的基地，以報復周日時PKK對警察造成超過12人死亡的恐怖攻擊[19]。
- 南韓與北韓的紅十字會本日達成共識，同意讓離散家庭重聚，最快在十月於金剛山舉辦[20]。
- 由於無競爭對手，日本首相安倍晉三自動連任自民黨總裁[21]。

## 9月9日
- 澳大利亞總理托尼·阿博特宣佈，將再接收12000名敘利亞內戰難民[22]。
- 在圍困兩年後，包括反政府團體伊斯蘭陣線在內的武裝份子，攻下了敘利亞位於伊德利卜省阿布阿杜胡尔鎮的空軍基地，政府軍已撤退[23]。
- 德國聯邦最高勞工法院同意資方聲請的禁制令，禁止了汉莎航空機師工會的罷工，理由是罷工的合法性[24]。

## 9月10日
- 科學家宣佈在南非的一個洞穴中發現新的古人類化石，並命名為纳莱蒂人[25][26]。
- 伊斯兰国進攻鄰近敘利亞代尔祖尔省代尔祖尔市的一處空軍基地，造成至少數十人傷亡[27]。
- 實行軍事行動的土耳其政府軍與親库尔德斯坦工人党的人民民主黨（土耳其語：Halkların Demokratik Partisi，縮寫：HDP）在吉茲雷鎮爆發衝突，至少30人死，軍方已在當地實施宵禁[28]。
- 輕颱艾陶重創日本，造成鬼怒川潰堤，已確認2人死亡，23人失蹤，27人輕重傷[29]。
- 苹果公司于旧金山比尔·格雷厄姆市政礼堂举行秋季新品发布会，Apple Watch 2、iPhone 6S、iPhone 6S Plus、Apple TV和iPad Pro等新品亮相[30]。

## 9月11日
- 中国人民解放军今日起在台灣海峽舉行為期三天的實彈軍事演習[31][32]。
- 2015年新加坡大選今日投票[33]，人民行動黨以69.86%的得票率蟬聯執政[34]。
- 2006年孟買火車連環爆炸案今日宣判，13名被告中12人有罪，1人無罪[35]。

## 9月12日
- 委內瑞拉導演洛倫佐·維加斯執導的處女作《來自遠方》於第72屆威尼斯影展獲得金獅獎，這是首次有委內瑞拉電影獲得該獎項。[36]
- 印度中央邦賈布瓦縣佩特拉瓦德一家餐館發生瓦斯爆炸事件，造成至少100人死亡[37]。

## 9月13日
- 埃及軍警在西部沙漠綠洲地區誤擊誤闖禁區的旅遊巴士，造成包含8名墨西哥遊客在內12人喪生[38]。

## 9月14日
- 日本阿蘇山於早上9:43分噴發，高度約2000公尺。氣象廳並把警戒層級提高至3[39]。
- 由于东南亚霾害持续恶化，印尼政府也於9月14日在廖內省頒布另一道緊急狀態令[40]。

## 9月16日
- 智利中北部外海於當地時間19:54分發生8.3級地震，位於伊亞佩爾西邊46公里，震源深度25公里[41]，當局發佈海嘯警報[42]。
- 一輛運油車在南蘇丹南部馬里迪附近失事翻側漏油，大批居民前來偷油，期間發生爆炸，至少176人死亡。[43]

## 9月18日
- 巴基斯坦塔利班武裝分子襲擊白沙瓦一個空軍基地，至少29人喪生，另有13名武裝分子被殺。[44]
- 美國環保署宣佈福斯汽車2009－2015年份五款柴油小客車利用軟體規避《乾淨空氣法案》（Clean Air Act（英语：Clean Air Act (United States)））。該軟體讓汽車僅在接受檢測時啟動排放控制使排出的廢氣符合排放標準，但在車輛實際行駛時排放的氮氧化物卻達法律規定的40倍[45]。

## 9月19日
- 「敘利亞人權觀察」確認以努斯拉陣線為首的反政府軍在9月9日攻佔伊德利卜省阿布杜胡爾軍用機場後，處死至少56名政府軍俘虜。[46]
- 方濟各抵達古巴進行為期4天的訪問[47]。

## 9月20日
- 2015年9月希腊立法选举進行投票，激进左翼联盟在选举中获胜。[48]
- 第67屆黃金時段艾美獎於美國時間20日頒獎，獲得最佳戲劇獎（英语：Primetime Emmy Award for Outstanding Drama Series），副人之仁獲得最佳喜劇獎（英语：Primetime Emmy Award for Outstanding Comedy Series）[49]。
- 尼泊爾宣佈實施新憲法[50]。
- 尼日利亚博尔诺州城市迈杜古里和蒙古诺发生一连串疑似由博科圣地发动的恐怖主义袭击，造成最少80人死亡、约150人受伤。[51]

## 9月22日
- 美國洛杉矶联邦法院判決歌曲《祝你生日快乐》已進入公有領域。[52]
- 中国国家主席习近平抵达美国西雅图进行国事访问，并受邀出席联合国成立70周年系列纪念活动[53]。

## 9月24日
- 麥加附近發生人踩人事故，至少717人死亡。[54]

## 9月25日
- 美國軍方承認一群由美國培訓的敘利亞反政府武裝在本月把裝備和彈藥交給恐怖組織努斯拉陣線。[55]

## 9月28日
- 马尔代夫总统阿卜杜拉·亚明乘坐的的一艘快艇在28日发生爆炸，总统本人并没有受伤，总统夫人和其它一些官员则受到轻伤。[56]
- 阿富汗塔利班武裝分子攻佔北部昆都士省首府昆都士的省政府總部。[57]
- 也門摩卡附近一個正在舉行婚禮的村莊被導彈命中，至少131人喪生，以沙特阿拉伯為首的聯軍否認是他們所為。[58]
- 美國宣佈，從得到的資料顯示現在的火星有間歇性的水流動[59]。

## 9月30日
- 俄羅斯空軍開始空襲敘利亞反政府武裝，至少36人喪生。[60]
- 中华人民共和国广西壮族自治区柳城县发生17起快递包裹爆炸事件，已致7人死亡，2人失联，52人受伤[61]。